# オメンス・ダ・ルタ
オメンス・ダ・ルタ（ポルトガル語:Os Homens da Luta、「闘争の男たち」）は、ポルトガルの即興コメディと音楽ショーのグループであり、ヴァスコ・ドゥアルテ・“ファランシオ”（Vasco "Falâncio" Duarte）とヌノ・ドゥアルテ・“ジェル”（Nuno "Jel" Duarte）の兄弟から成る。彼らは1974年のカーネーション革命後の時代の楽曲のパロディを歌い、ゼカ・アフォンソ（Zeca Afonso）やジョゼ・マリオ・ブランコ（José Mário Branco）といった当時の歌手のパロディを演じる。また、革命当時に流行した「闘争は続く」などのスローガンを想起させる「闘争」の語を多用する。2010年にmp3アルバム『A Canção é uma arma』を作成した。アルバムは代表曲「E o povo, pá?」など14曲が収録されている。

## ユーロビジョン・ソング・コンテスト
2010年、オメンス・ダ・ルタは、ユーロビジョン・ソング・コンテストのポルトガル国内選考RTPソング・フェスティバル2010に参加し、「Luta assim não dá（闘争はこんな風にはならない）」を歌った。しかし、ユーロビジョン・ソング・コンテストやその国内選考の規定に触れる内容であったため失格となった。
2011年、「A luta é alegria（闘争は楽しい）」にて再度、大会の国内選考に参加した。楽曲の作詞はヌノ・ドゥアルテ“ジェル”、作曲はヴァスコ・ドゥアルテ“ファランシオ”である。選考では、視聴者投票の結果を合算する前の時点では6位であったが、合算によって1位へと跳ね上がり、2011年大会のポルトガル代表となることが決まった。しかし、オメンス・ダ・ルタはコメディアンであってミュージシャンではないこと、選出は審査員投票よりも視聴者投票による部分が大きく、ポルトガル国内での人気に支えられていることから、国際的なユーロビジョン・ソング・コンテストへの参加には否定的な動きも出た。